# 巴克舍伊夫卡
50°12′9″N 37°12′58″E / 50.20250°N 37.21611°E
巴克舍伊夫卡（烏克蘭語：Бакшеївка）是位於烏克蘭東部的村莊，由哈爾科夫州丘胡伊夫区的沃夫昌斯克市鎮負責管轄。該村始建於1695年，面積0.41平方公里，海拔高度178米，2001年人口150。